# Dmitrij Fëdorovič Egorov
Dmitrij Fëdorovič Egorov in russo Дмитрий Фёдорович Егоров? (Mosca, 22 dicembre 1869 – Kazan', 10 settembre 1931) è stato un matematico russo, conosciuto principalmente per i contributi in geometria differenziale e analisi matematica. È stato presidente della Società matematica di Mosca dal 1923 al 1930.